# Tình yêu mong muốn
Rang Pratana (tên tiếng Thái: แรงปรารถนา, tên tiếng Việt: Tình yêu mong muốn) là phim truyền hình Thái Lan phát sóng vào năm 2013. Phim phát sóng trên kênh Channel 3 (CH3) với sự tham gia của Nadech Kugimiya & Kimberly Ann Voltemas.

## Nội dung
Soodapa (Kim), một cô tiểu thư xinh đẹp đỏng đảnh, tự kiêu và luôn nghĩ rằng Pittaya (Nadech) chỉ là một người ba cô nhận nuôi dù anh đang quản lý công ty của gia đình cô. Soodapa yêu cầu Pittaya phải làm theo mọi điều cô muốn và tỏ thái độ xem thường Pittaya. Một ngày nọ tình yêu của họ bắt đầu không như mong muốn vì Soodapa không hề nhận ra rằng trái tim của cô từ lâu đã thuộc về Pittaya. Đến khi Soodapa nhận ra mọi thứ thì bên cạnh Pittaya đã có một người bạn gái thích hợp với anh. Từ đó mọi chuyện xảy ra và đến lúc Soodapa nhận ra rằng những thứ không thuộc về trái tim cô dù có muốn củng chẳng bao giờ đạt được ước nguyện.

## Diễn viên
- Nadech Kugimiya trong vai Pittaya / Pitt
- Kimberly Ann Voltemas trong vai Soodapa / Krathae
- Natwara Wongwasana trong vai Raweepan / "Rawee"
- Alexander Rendell trong vai Poowadon
- Thanida Garnjanawat trong vai Praew
- Primrata Dejudom trong vai Wanwadee / "Tai"
- Suriyon Aroonwattanakul trong vai Yai
- Kriengkrai Oonhanun trong vai Khun Nop (bố Krathae)
- Sinitha Boonyasak trong vai Pim (mẹ Pit)
- Tanya Sophon trong vai Romanee (mẹ Rawee)
- Patsachon Soopree trong vai Sineenat / "See" (bạn Rawee)
- Panthila Fuklin trong vai Pawina / "Paew"
- Chomchai Chatwilai trong vai Chanchamnong
- Phanudet Watnasuchart trong vai Pasan [bố Poowadon]
- Pimpaka Siangsomboon trong vai Sripilai [mẹ Poowadon]
- Sriphan Chunechomboon trong vai Jitsupang
- Plaithuan Sikrintarn trong vai Namwan
- Pawanrat Naksuriya trong vai Aunt Nee
- Tanida Kanchanawat trong vai Prawpilai / "Praw"
- Wiwat Phasomsab trong vai Narong

## Ca khúc nhạc phim
- หยุดรักยังไง / Yoot Ruk Yang Ngai - Zeal
- อยากเป็นคนนั้น / Yak Bpen Kon Nan - AB Normal ft Mariam
- เจ็บไปรักไป / Jeb Pai Ruk Pai - Yes'sir Days
- KAHIT NA GANYAN KA - 4EVR